# Dracula diabola
Dracula diabola é uma espécie de orquídea epífita de crescimento cespitoso cujo gênero é proximamente relacionado às Masdevallia, parte da tribo Pleurothallidinae. Esta espécie é endêmica de Boyacá, na Colômbia, onde habita florestas úmidas e nebulosas das montanhas.
Pode ser diferenciada das espécies mais próximas por apresentar sépalas internemente revestidas por grande quantidade de tubérculos cor de tijolo. O nome da espécie é uma referência à pequena estrutura presente na extremidade do labelo que lembra uma língua vermelha na face do diabo.